# Вајсиг ам Рашиц
Вајсиг ам Рашиц (њем. Weißig am Raschütz) општина је у њемачкој савезној држави Саксонија. Једно је од 34 општинска средишта округа Мајсен. Према процјени из 2010. у општини је живјело 945 становника. Посједује регионалну шифру (AGS) 14627320.

## Географски и демографски подаци
Вајсиг ам Рашиц се налази у савезној држави Саксонија у округу Мајсен. Општина се налази на надморској висини од 152 метра. Површина општине износи 34,5 km². У самом мјесту је, према процјени из 2010. године, живјело 945 становника. Просјечна густина становништва износи 27 становника/km².